# Horní Bludovice
Horní Bludovice là một làng thuộc huyện Karviná, vùng Moravskoslezský, Cộng hòa Séc.